# Fever (Madonna)
"Fever" je četvrti singl američke pjevačice Madonne s njenog petog studijskog albuma Erotica. Izdan je 22. ožujka 1993. pod Maverick Recordsom.

## O pjesmi
Pjesma je kao singl puštena u Ujedinjenom Kraljevstvu dok to nije bilo isto i u Sjedinjenim Državama. Tamo se pjesma našla kao B-strana na singlu Bad Girl. Usprkos tome se pjesma puštala na radijskim i televizijskim postajama, ali kao remix verzija nazvana Edit 1. Fanovi su nekako bili bliži obrađenoj verziji i većina i nije znala da to nije originalna verzija koja je bila puno sporija i laganija.
"Fever" je singl s albuma koji je debitirao na najvišoj poziciji na britanskoj ljestvici, i to na 6. mjestu. Singl je pušten samo nakon 4 tjedna od izlaska prijašnjeg, Bad Girl kako bi održao prodaju albuma i držao Madonnu na radio postajama. U SAD-u je pjesma postala 15. broj 1 na Billboard Hot Dance Music/Club Play.
Madonna je pjesmu izvela na The Girlie Show World Tour 1993. godine.

## Nastanak pjesme
Madonna je u studiju završavala album, i baš je snimala pjesmu "Goodbye To Innocence" koja je prolazila završne stadije snimanja, te je počela pjevati tekst pjesme "Fever". Madonni se jako svidjelo kako je to zvučalo, pa je odlučila to snimiti i staviti na album. Pjesma "Goodbye To Innocence" nikada nije puštena na albumu, ali se našla na humanitarnom izdanju Just Say Roe.

## Glazbeni video
Glazbeni video je osmislio Stéphane Sednaoui, a sniman je 10. i 11. travnja 1993. u Miamiu. Svjetska premijera je bila 11. svibnja 1993. na MTV-u. Nije puštena originalna pjesma koja se našla na albumu, nego je stavljen "Edit One". Madonna se u videu pojavljuje s crvenom kosom i obojanog tijela u srebrno, te takva pleše ispred funky pozadina.
Video nije bio sprema za izdanje u UK sve do 1999.

## Službene verzije
| Autori mikseva Shep Pettibone i/ili Tony Shimkin 1. Album Version / Recall 7" Mix 2. Album Edit / Radio Edit 3. 12" Instrumental / Album Instrumental 4. T's Extended Dub A / Tony's 12" Dub 1 / Dub 1 5. T's Extended Dub B / Tony's 12" Dub 2 / Dub 2 6. Peggy's Nightclub Mix / Percapella 7. Peggy's Fashion Smooth Mix 8. Hot Sweat 12" 9. Hot Sweat Mix 10. Instrumental Plus Extra Piece 11. Shep's Remedy Dub / Shep's Dub 12. Bugged Out Bonzai Dub / Bugged Out Bonzai Mix 13. Bugged Out Mix / Bug Out 14. Bass Dub and Tag Piece 15. Boston Infernal Dub 16. Drum Dub | Autor mikseva Daniel Abraham za White Falcon Productions 1. Edit 1 / Video Version / Dancefloor Mix 2. Edit 1 with 12" Intro 3. Edit 2 4. Edit 2 with 12" Intro 5. Instrumental Mix Autori mikseva Oscar Gaetan i Ralph Falcon za Murk Productions 1. Murk Boys Miami Mix 2. Murk Boys Miami Edit / ET/VL Bonus Mix 3. Murk Boys Deep South Mix 4. Murk Boys Radio Edit A / Remix/Radio Edit 5. Murk Boys Radio Edit B 6. Back to the Dub 1 7. Back to the Dub 2 8. Oscar G's Dope Mix / Oscar G's Dope Dub |

## Uspjeh na ljestvicama
| Ljestvica (1993.)                  | Pozicija |
| ---------------------------------- | -------- |
| Europa                             | 26       |
| Francuska                          | 31       |
| Irska                              | 6        |
| Italija                            | 8        |
| Japan                              | 7        |
| Novi Zeland                        | 17       |
| Ujedinjeno Kraljevstvo             | 6        |
| U.S. Billboard Hot Dance Club Play | 1        |